# Квашнин, Александр Петрович
Алекса́ндр Петро́вич Квашнин (1899—1981) — советский военачальник, участник Великой Отечественной войны, Герой Советского Союза (19.04.1945). Генерал-майор (23.01.1943).

## Биография
Родился 22 июля (3 августа) 1899 года в деревне Щелкудиновская Сольвычегодского уезда Архангельской губернии (ныне Красноборского района Архангельской области). В семье было 10 детей. После окончания трёх классов земского начального училища из-за смерти матери прервал учёбу и с 1911 года работал по найму разнорабочим в Архангельске. С 1915 года работал на деревообрабатывающем заводе Крыкалова в Архангельске, в 1918 году вернулся в родное село и работал в отцовском крестьянском хозяйстве.
В апреле 1919 года был призван на службу в Рабоче-крестьянскую Красную Армию. Участник Гражданской войны. Служил в 3-м запасном батальоне в Сольвычегодске. С июня воевал наводчиком расчёта станкового пулемёта в 2-м Ижмопечерском стрелковом полку Северного фронта, участвовал в боях против англо-американских интервентов и Северной армии генерала Е. К. Миллера на Архангельском направлении. В октябре направлен учиться, а в мае 1920 года окончил 2-е Вологодские пулемётные курсы красных командиров. После их окончания направлен в Иркутск, где был начальником сапёрной команды и помощником начальника пулемётной команды 2-го запасного стрелкового полка, затем на той же должности в 307-м стрелковом полку 35-й стрелковой дивизии. Участвовал в ликвидации остатков белых войск в Томской губернии и в Горном Алтае, а в 1921 году — в Монгольской операции против войск барона Р. Ф. Унгерна в Забайкалье и Монголии.
С августа 1923 года — помощник начальника пулемётной команды 78-го стрелкового полка 26-й стрелковой дивизии Сибирского военного округа (Красноярск). С сентября 1923 года служил в 35-м стрелковом полку 12-й стрелковой дивизии Сибирского ВО: командир пулемётного взвода, командир стрелкового батальона, начальник пулемётной команды, командир и политрук пулемётной роты, помощник начальника штаба полка. За время службы в этом полку в 1925 году окончил пулемётные курсы в Иркутске, а в 1927 году — Стрелково-тактические курсы усовершенствования комсостава РККА имени III Коминтерна «Выстрел». С декабря 1930 года — командир батальона 62-го стрелкового полка 21-й стрелковой дивизии в Особой Краснознамённой Дальневосточной армии (Спасск-Дальний). С марта 1934 года служил в 107-м стрелковом полку 36-й стрелковой дивизии ОКДВА, был командиром учебного батальона, помощником командира полка по хозяйственной части, а в августе 1937 года назначен командиром полка. Член ВКП(б) с 1927 года.
В июне 1938 года был арестован органами НКВД СССР, а в июле уволен из РККА. Освобождён из тюрьмы в связи с прекращением дела в июле 1939 года. Восстановлен в Красной Армии в конце сентября 1939 года, был назначен начальником снабжения 178-й стрелковой дивизии Сибирского ВО (Омск).
С июля 1941 года подполковник А. П. Квашнин участвовал в Великой Отечественной войны. Тогда дивизия прибыла в район Ржева и вошла в состав 24-й армии Резервного фронта, а вскоре и вступила в бой на рубежах рек Днепр и Вопь. С августа 1941 года — начальник штаба этой дивизии, переданной в 29-ю армию Западного фронта. Участник битвы за Москву, а именно Вяземской и Калининской оборонительных, Калининской и Ржевско-Вяземской наступательных операций. С 1 января по 30 апреля 1942 года временно командовал этой дивизией, участник Ржевской битвы.
С 9 мая 1942 года — командир 134-й стрелковой дивизии 41-й армии Калининского фронта, которая действовала севернее города Белый.
Во время неудачной в целом операции «Марс» дивизия полковника Квашнина сумела нанести тяжёлое поражение двум немецким пехотным полкам, в связи с чем 21 декабря 1942 года Квашнин был назначен командиром 17-й гвардейской стрелковой дивизии. Во главе этой дивизии А. П. Квашнин прошёл боевой путь до Победы (с небольшим перерывом). В составе 41-й и 39-й армий (Калининский фронт) дивизия участвовала в Ржевско-Вяземской наступательной операции 1943 года. В ходе Смоленской наступательной операции дивизия отличилась при освобождении городов Духовщина и Рудня. В декабре 1943 года дивизия была передана в 5-й гвардейский стрелковый корпус 39-й армии (1-й Прибалтийский фронт, с января 1944 года — Западный фронт, с июня 1944 года — вновь 1-й Прибалтийский фронт, с сентября 1944 года — 3-й Белорусский фронт). В их составе дивизия участвовала в Витебской, Белорусской, Прибалтийской наступательных операциях.
Командир 17-й гвардейской стрелковой дивизии 5-го гвардейского стрелкового корпуса 39-й армии 3-го Белорусского фронта гвардии генерал-майор А. П. Квашнин особенно отличился во время Восточно-Прусской наступательной операции. В период с 13 по 28 января 1945 года дивизия Квашнина прорвала долговременную многоэшелонированную немецкую оборону на границе Восточной Пруссии, с боями прошла более 170 километров, разгромив 7 полков немецкой пехоты и нанеся противнику большие потери в боевой технике. За это время были уничтожены 61 дзот и огневые точки в бетонированных укрытиях, 45 артиллерийских орудий, 84 пулемёта, 12 самоходных орудий, захвачены 20 артиллерийских орудий и 28 пулемётов, много иного вооружения.
«За образцовое выполнение боевых заданий Командования на фронте борьбы с немецкими захватчиками и проявленные при этом отвагу и геройство» Указом Президиума Верховного Совета СССР от 19 апреля 1945 года гвардии генерал-майор Александру Петровичу Квашнину присвоено звание Героя Советского Союза с вручением ордена Ленина и медали «Золотая Звезда».
Весной 1945 года более двух месяцев находился в госпитале, затем вернулся к командованию дивизией. С конца апреля началась её переброска на Дальний Восток. В июне дивизия 1945 года прибыла в район города Чойбалсан в Монголии, где позднее вошла в состав Забайкальского фронта. В августе 1945 года дивизия с отличием действовала в Хингано-Мукденской наступательной операции советско-японской войны, преодолев с боем хребет Большой Хинган и 19 августа неожиданно для противника оказавшись на подступах к Мукдену.
После войны продолжал командовать той же дивизией до марта 1949 года, в эти годы она дислоцировалась в Порт-Артуре и входила в Приморский военный округ. С июня 1949 года служил военным комиссаром Челябинской области. В мае 1950 года генерал-майор А. П. Квашнин уволен в отставку по болезни.
В 1960-х годах жил в городе Котельниче Кировской области, затем проживал в Калуге. Скончался 8 марта 1981 года. Похоронен на Пятницком кладбище Калуги.

## Награды
- Герой Советского Союза (19.04.1945)[3]
- Два ордена Ленина (21.02.1945, 19.04.1945)
- Четыре ордена Красного Знамени (30.01.1943, 3.11.1944, 8.11.1944, 20.06.1949)
- Два ордена Суворова 2-й степени (22.09.1943, 3.07.1944)
- Орден Кутузова 2-й степени (31.08.1945)
- Орден Красной Звезды (22.02.1938)
- медали СССР[4]
- Орден «Юнь-Гуй» (Китайская республика, 24.01.1946)[5]

## Память

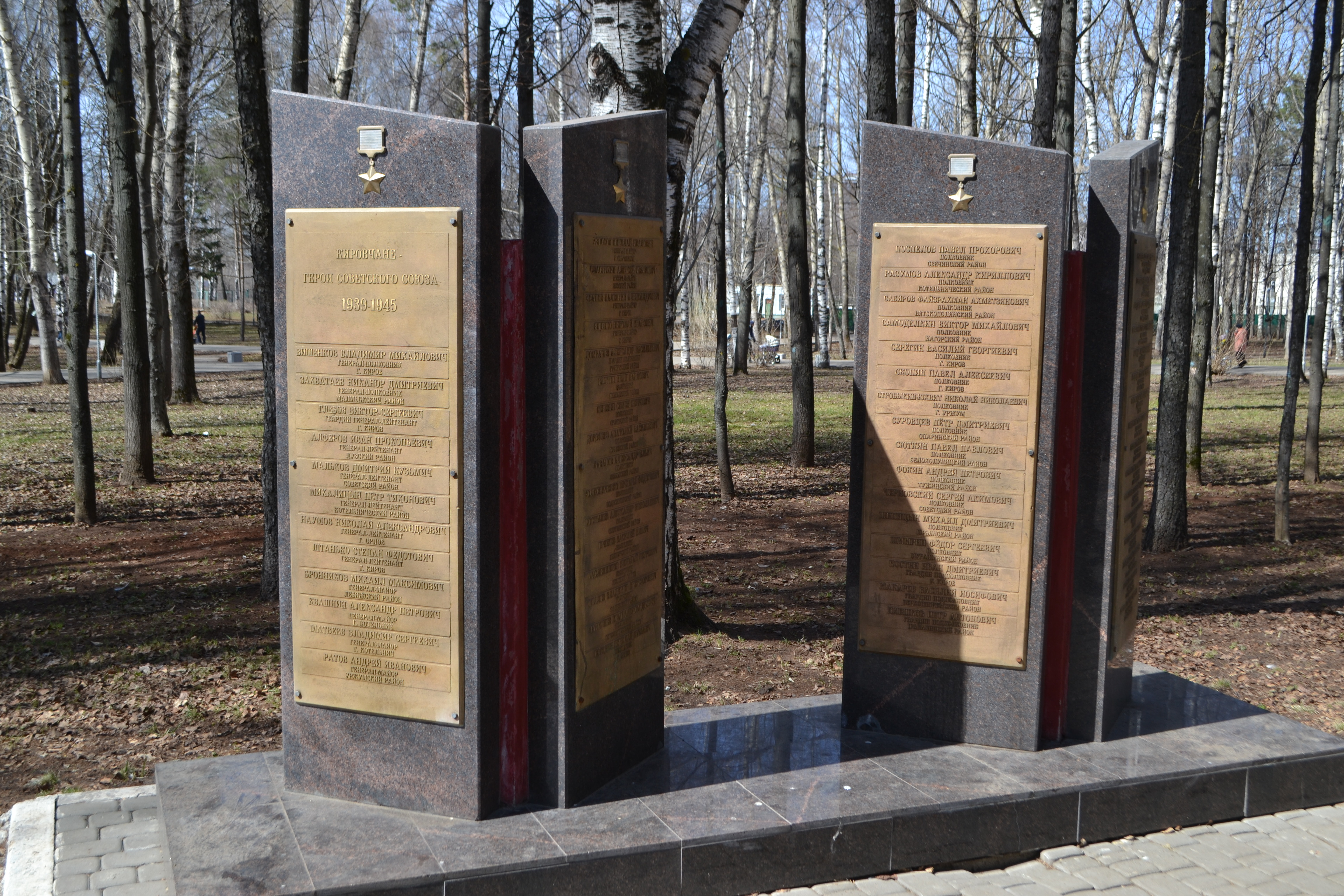
Кировчане-герои на памятной стеле в парке Победы. Киров, 2019.

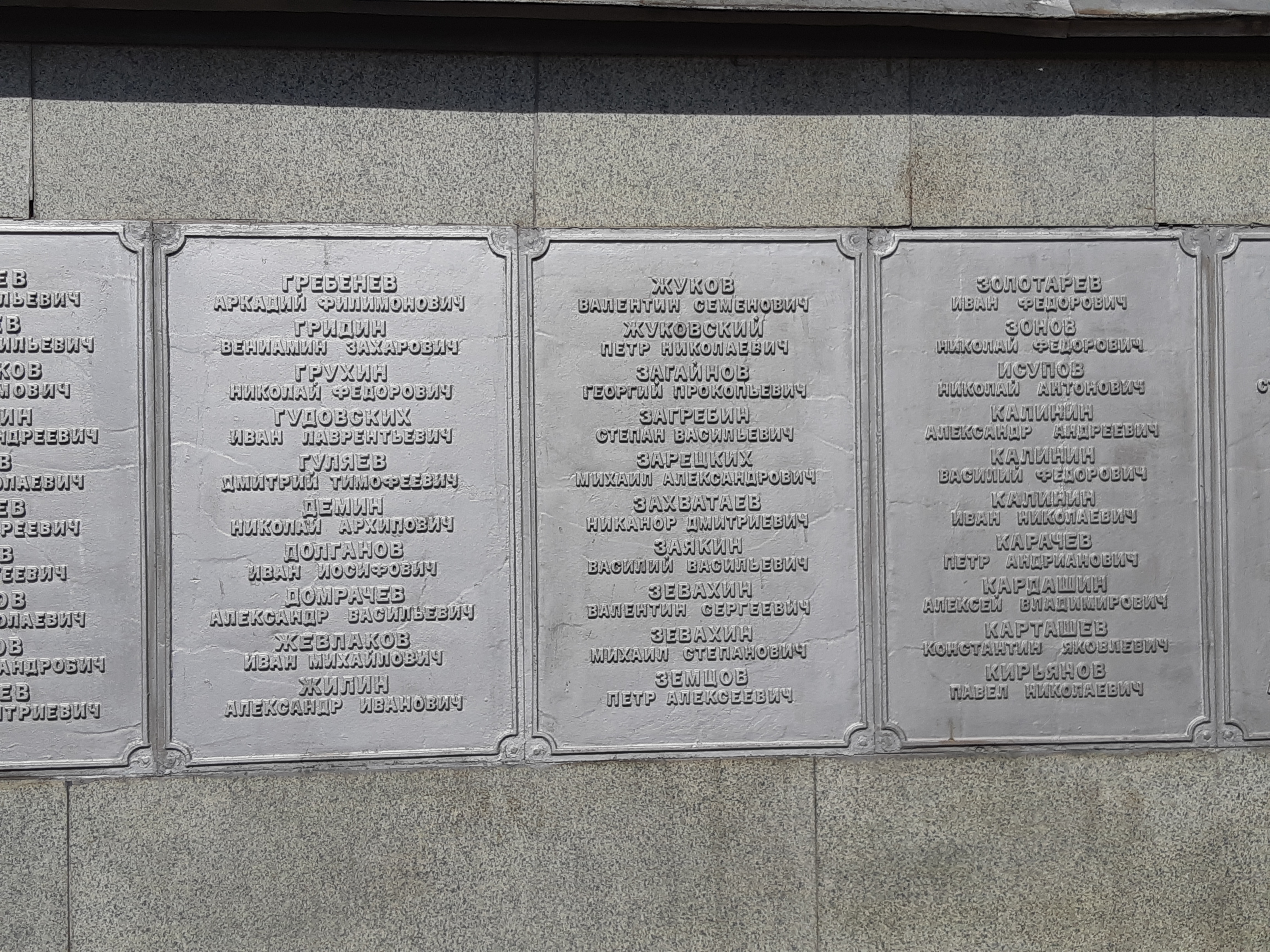
Имя Героя на мемориальной доске в парке Дворца пионеров г. Кирова

- Имя Александра Квашнина увековечено на мемориальной доске в честь героев Советского Союза — уроженцев Кировской области в парке Дворца пионеров города Кирова, выбито на гранитной стеле на Аллее Славы в парке Победы города Киров, а также высечено золотыми буквами в зале Славы Центрального музея Великой Отечественной войны в Парке Победы города Москвы.
- В районном центре селе Черевково его именем названа улица, в 2005 году установлен памятник в сквере Победы в центре села.

Александр Квашнин упоминается в мемуарах воевавшего под его командованием гвардии капитана Александра Шумилина «Ванька-ротный»[уточнить].